# آرگو (کنتاکی)
آرگو (به انگلیسی: Argo) یک منطقهٔ مسکونی در ایالات متحده آمریکا است که در شهرستان پایک، کنتاکی قرار دارد. آرگو ۲۷۱٫۸۸ متر بالاتر از سطح دریا واقع شده است.